# 播扬镇
播扬镇，是中华人民共和国广东省茂名市化州市下辖的一个乡镇级行政单位。

## 行政区划
播扬镇下辖以下地区：
播扬社区、马站村、大贵村、平山坡村、红山村、院田村、良山村、谭灯村、播扬村、杉山村、文龙村、花心村、平太村、江佩村和文水村。